# Sudoeste de Mato Grosso do Sul
Sudoeste de Mato Grosso do Sul is een van de vier mesoregio's van de Braziliaanse deelstaat Mato Grosso do Sul. Zij grenst aan Paraguay in het westen en zuiden, de deelstaat Paraná in het zuidoosten en de mesoregio's Leste de Mato Grosso do Sul in het oosten, Centro-Norte de Mato Grosso do Sul in het noordoosten en Pantanal Sul Mato-Grossense in het noordwesten. De mesoregio heeft een oppervlakte van ca. 82.418 km². Midden 2004 werd het inwoneraantal geschat op 743.398.
Drie microregio's behoren tot deze mesoregio:
- Bodoquena
- Dourados
- Iguatemi

Mesoregio's: Centro-Norte de Mato Grosso do Sul · Leste de Mato Grosso do Sul · Pantanal Sul Mato-Grossense · Sudoeste de Mato Grosso do Sul

Microregio's: Alto Taquari · Aquidauana · Baixo Pantanal · Bodoquena · Campo Grande · Cassilândia · Dourados · Iguatemi · Nova Andradina · Paranaíba · Três Lagoas